# Walter Hood Fitch

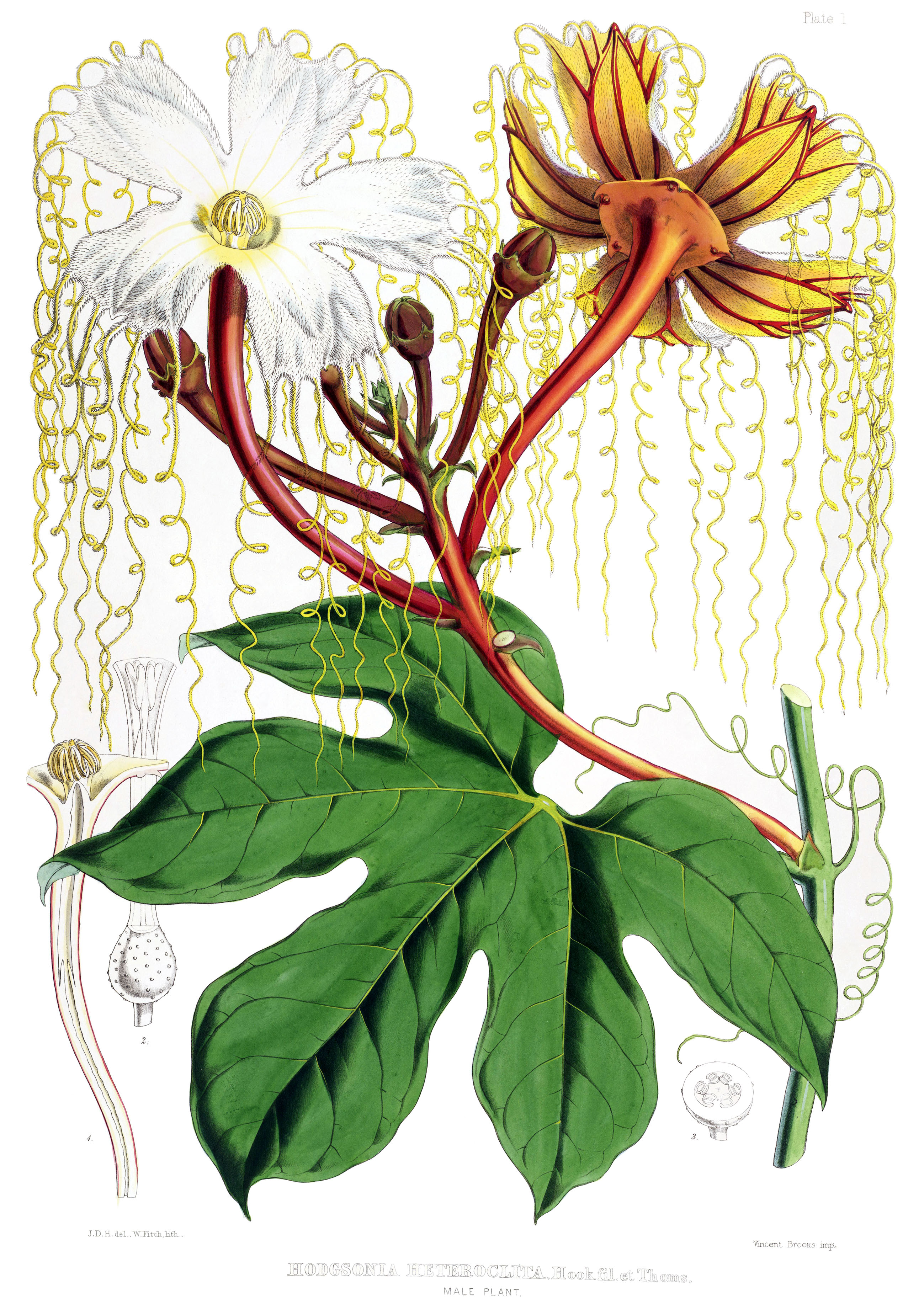
Hodgsonia heteroclitadibujo de Joseph Dalton Hookercromolitografía de Walter Hood Fitch

Walter Hood Fitch (Glasgow, Escocia, 28 de febrero de 1817 - 1892) fue un botánico e ilustrador botánico que realizó unos 10 000 dibujos para varias publicaciones, entre ellos 2.700 litografías en color para la Curtis's Botanical Magazine, produciendo más de 200 planchas por año.

## Biografía
Fitch se dedicó a la creación de ilustraciones impresas desde los 17 años y se entusiasmó con el arte botánico tras conocer a William Jackson Hooker, Regius Professor de botánica, competente ilustrador y editor de Curtis's Botanical Magazine. La primera litografía de Fitch fue Mimulus roseus publicada en la revista en 1834, y pronto se convirtió en su único artista ilustrador.
En 1841, W.J. Hooker fue nombrado director del Real Jardín Botánico de Kew y Fitch se trasladó a Londres. Así, a partir de 1841 Fitch se convirtió en el único artista de todo lo publicado por Kew, tanto oficial como extraoficial y Hook, personalmente, pagaba sus trabajos. Para él no era nada infrecuente trabajar en varias publicaciones simultáneamente; solía dibujar directamente sobre la plancha litográfica para ahorrar tiempo. Estas cromolitografías se basaban en ilustraciones suministradas por Hooker y otros botánicos y originaron algunas de sus obras más espectaculares.
Sus obras más importantes son las ilustraciones para W. J. Hooker. A Century of Orchidaceous Plants, (1851) y James Bateman. A Monograph of Odontoglossum 1864-1874. También creó alrededor de 500 planchas para la obra de Hooker Icones Plantarum (1836–76) y cuatro para el monográfico Victoria Regia. Esta última obra recibió clamorosas críticas en la revista Athenaeum, "son exactas y bellas".
Otras obras las realizó para George Bentham y para el manual de Hooker Handbook of the British Flora]] (1858 y muchas ediciones). Cuando Joseph Dalton Hooker regresó de sus expediciones a la India, Fitch preparó las litografías a partir de los bocetos de Hooker para su Rhododendrons of Sikkim Himalaya (1849-1851) y de dibujos de artistas hindúes, para su Illustrations of Himalayan Plants (1855), así como las ilustraciones presentadas en el The Botany of the Antarctic Voyage and Flora Tasmaniae (1855-59).
Debido a una disputa por el pago con Hooker dio por finalizados sus servicios tanto para Botanical Magazine como de Kew en 1877; aunque siguió viéndosele activo como artista botánico hasta 1888. Durante este periodo se incluyen la Monografía del Genus Lilium, 1877-1880, de Henry John Elwes. Su renombre como ilustrador botánico fue tal que su obituario en Nature manifestaba "...su reputación era tan alta y tan mundialmente conocida que no es necesario decir mucho más."
- La abreviatura «Fitch» se emplea para indicar a Walter Hood Fitch como autoridad en la descripción y clasificación científica de los vegetales.[7]